# Sphaerippe caligicola
Sphaerippe caligicola is een eenoogkreeftjessoort uit de familie van de Lamippidae. De wetenschappelijke naam van de soort is voor het eerst geldig gepubliceerd in 1980 door Grygier.